# Domingo Martínez Muñecas
Domingo Martínez Muñecas (San Miguel de Tucumán, 1823-íd., 29 de abril de 1888) fue un político argentino, gobernador de la provincia de Tucumán entre 1878 y 1880.

## Biografía
Fueron sus padres Cornelia Josefa de las Muñecas y Domingo Martínez, sargento mayor del Ejército Libertador del Perú. Se casó en 1855 con Lucila López Murga; no tuvieron hijos. 
Ante la renuncia de Federico Helguera en 1878, presuntamente por motivos de salud, fue elegido gobernador como resultado de una conciliación. Previamente había ejercido el cargo de legislador provincial en tres ocasiones y fue elector presidencial en 1874 por la provincia de Tucumán. No poseía fortuna personal, ni estaba vinculado a grupos de poder industriales. Su gobierno estuvo sometido a diversas turbulencias económicas y políticas por lo que ocuparon sucesivamente el ministerio general Silvano Bores, Mariano Astigueta y Emidio Posse. Antes de su muerte, ocupó nuevamente bancas en el poder legislativo provincial, como diputado y, luego, como senador. El exgobernador José Posse lo consideraba un excelente hombre, tranquilo y sin maldad. En 1880 llegó el teléfono a Tucumán y se concesionaron dos líneas de tranvías a caballo.

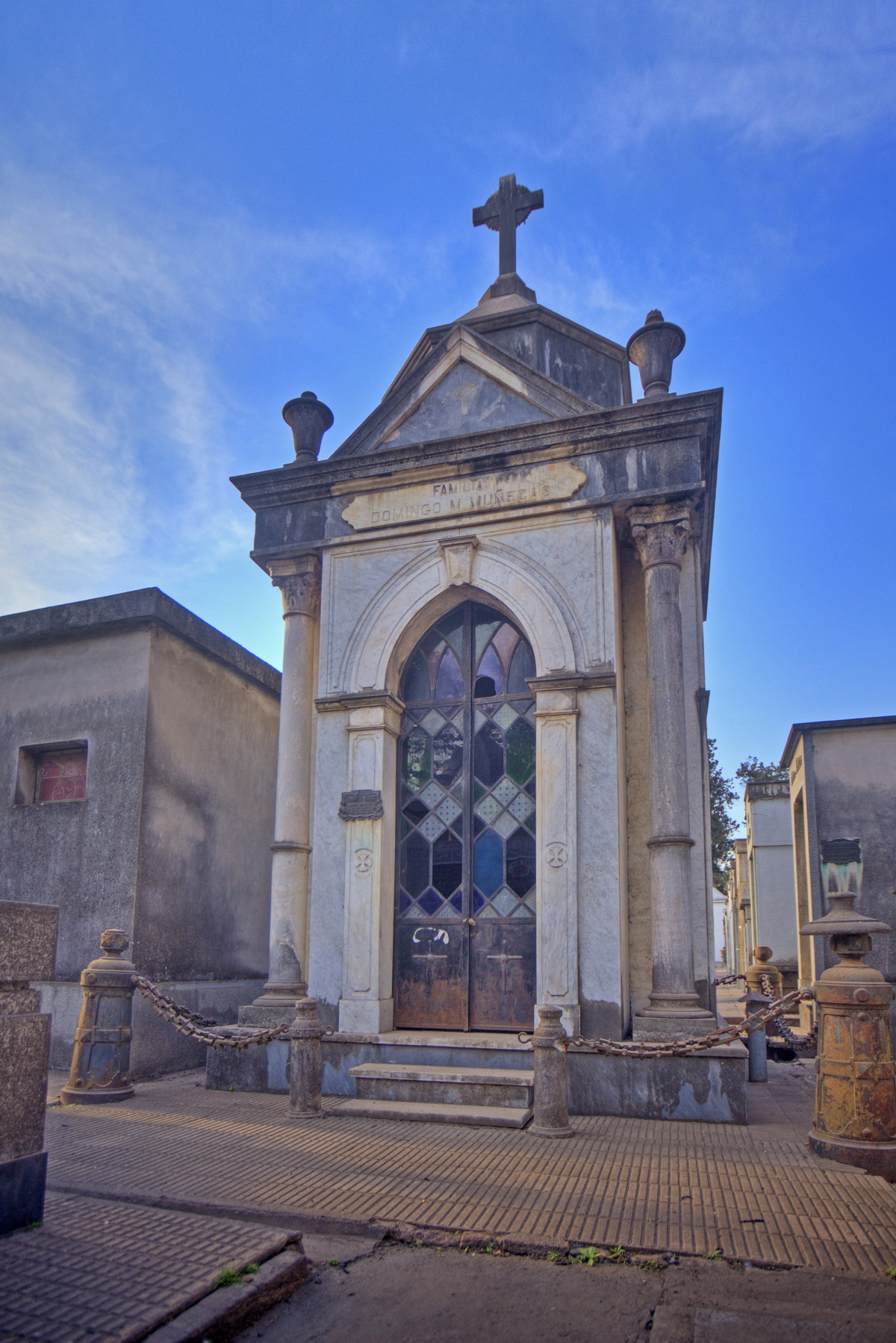
Sepulcro de Domingo Martínez Muñecas.